# Repeat When Necessary
Repeat When Necessary è un album del musicista britannico Dave Edmunds, pubblicato dall'etichetta discografica Swan Song l'8 giugno 1979.
L'album è prodotto dallo stesso artista, e da esso vengono tratti i singoli Girls Talk, Queen of Hearts e Crawling from the Wreckage.

## Tracce

### Lato A
1. Girls Talk
2. Crawling from the Wreckage
3. The Creature from the Black Lagoon
4. Sweet Little Lisa
5. Dynamite

### Lato B
1. Queen of Hearts
2. Home in My Hand
3. Goodbye Mr. Good Guy
4. Take Me for a Little While
5. We Were Both Wrong
6. Bad Is Bad